# Мирко
Мирко је мушко име јужнословенског порекла.
Према словенској етимологији, назив је састављен од корена мир и хипокористичког суфикса -ко уобичајеног у јужнословенским језицима, што заједно значи „миран“ или „мирни“. Мирко се у неким словенским језицима понекад користи као кратак, хипокористичан облик мушког имена Мирослав.
Име је широко популарно у Србији, Хрватској, Бугарској, Босни и Херцеговини, Црној Гори, Словенији, Италији и Немачкој.
Познати људи са именом Мирко:
- Мирко Авлијаш
- Мирко Аксентијевић
- Мирко Алвировић
- Мирко Алексић
- Мирко Алиловић
- Мирко Арсенијевић
- Мирко Бабић
- Мирко Баришић
- Мирко Башић
- Мирко Бањевић
- Мирко Бергамаско
- Мирко Благојевић
- Мирко Богатај
- Мирко Боговић
- Мирко Божић
- Мирко Боман
- Мирко Боначић
- Мирко Бојић
- Мирко Братић
- Мирко Браун
- Мирко Брачич
- Мирко Брајер
- Мирко Буковец
- Мирко Буловић
- Мирко Васиљевић
- Мирко Вејновић
- Мирко Винценс
- Мирко Вичевић
- Мирко Влаховић
- Мирко Војковић
- Мирко Вранић
- Мирко Вучинић
- Мирко Гаврић
- Мирко Грбић
- Мирко Дамјановић
- Мирко Даутовић
- Мирко Демић
- Мирко Дејић
- Мирко Драшковић
- Мирко Дурутовић
- Мирко Ђерић
- Мирко Ђермановић
- Мирко Ђорђевић
- Мирко Ђорђевић (биолог)
- Мирко Жарић
- Мирко Иванић
- Мирко Илић
- Мирко Јевић Мића
- Мирко Јерман
- Мирко Јовановић
- Мирко Јовић
- Мирко Јозић
- Мирко Керкез
- Мирко Кесић
- Мирко Ковач
- Мирко Ковач (кошаркаш)
- Мирко Ковачевић
- Мирко Ковачевић (професор)
- Мирко Кодић
- Мирко Кокотовић
- Мирко Комненовић
- Мирко Коршич
- Мирко Косић
- Мирко Кривокапић
- Мирко Криж
- Мирко Кулић
- Мирко Курир
- Мирко Кујачић
- Мирко Кљајић Стари
- Мирко Лавадиновић
- Мирко Лалатовић
- Мирко Леви
- Мирко Ловрић
- Мирко Лучић
- Мирко Марић
- Мирко Марјановић
- Мирко Марјановић (вишезначна одредница)
- Мирко Марјановић (кошаркаш)
- Мирко Матић
- Мирко Матковић
- Мирко Милашевић
- Мирко Милетић
- Мирко Милисављевић
- Мирко Милићевић
- Мирко Милојковић
- Мирко Милутиновић
- Мирко Минић
- Мирко Михић
- Мирко Нишовић
- Мирко Нововић
- Мирко Новосел
- Мирко Павлековић
- Мирко Павловић
- Мирко Петровић Његош
- Мирко Петровић Његош (војвода)
- Мирко Петровић Његош (принц)
- Мирко Пејановић
- Мирко Плајвајс
- Мирко Поповић
- Мирко Поштић
- Мирко Пузовић
- Мирко Пук
- Мирко Рачки
- Мирко Рајх
- Мирко Роквић Шоша
- Мирко Рондовић
- Мирко Самарџић
- Мирко Сандић
- Мирко Себић
- Мирко Сељан
- Мирко Симић
- Мирко Скулић
- Мирко Срећковић
- Мирко Срзентић
- Мирко Стефановски
- Мирко Стојановић
- Мирко Стојковић
- Мирко Тепавац
- Мирко Томић
- Мирко Топић
- Мирко Тримчевић
- Мирко Фикет
- Мирко Филиповић
- Мирко Филиповић (народни херој)
- Мирко Филиповић (спортиста)
- Мирко Холбус
- Мирко Хрговић
- Мирко Цветковић
- Мирко Чанадановић
- Мирко Чупић
- Мирко Шаровић
- Мирко Швец
- Мирко Шоуц
- Мирко Шошић
- Мирко Штулић